# Achaearanea lota
Achaearanea lota är en spindelart som beskrevs av Claude Lévi 1963. Achaearanea lota ingår i släktet Achaearanea och familjen klotspindlar. Inga underarter finns listade i Catalogue of Life.